# Хоржан, Олег Олегович
Олег Олегович Хоржан (30 июня 1976, пгт. Каменка, Каменский район, Молдавская ССР, СССР — 17 июля 2023, село Суклея, Приднестровская Молдавская Республика) — публицист, политический и общественный деятель Приднестровской Молдавской Республики. Депутат Верховного совета Приднестровской Молдавской Республики с 2010 по 2019 год. Глава Приднестровской коммунистической партии с мая 2003 по 19 мая 2018 года.
17 июля 2023 года был убит неизвестными в своём доме.

## Биография
Родился 30 июня 1976 года в посёлке городского типа Каменка Каменского района Молдавской ССР. Имел гражданство Молдавии.

### Образование
Окончил Приднестровский государственный университет имени Т. Г. Шевченко.

### Деятельность
В период создания ПМР, летом 1992 года работал в военном госпитале Дубоссар. Затем работал — рабочим, учителем, юристом.
Член Коммунистической партии с 18 лет. Принимал активное участие в воссоздании на территории Приднестровской Молдавской Республики Коммунистической партии и республиканской комсомольской организации. В апреле 1995 года был избран депутатом Тираспольского городского Совета.
С 1997 по 2000 год — председатель постоянной депутатской комиссии по законности. За плодотворную работу отмечен почётной грамотой Горсовета.

### 2000-е годы
В мае 2003 года был избран председателем Центрального Комитета Приднестровской коммунистической Партии, лидером которой являлся до тюремного заключения.
Благодаря активной позиции в отстаивании социальных прав жителей Приднестровья заслужил большое уважение и авторитет среди политиков левого толка. Однако такая позиция вызвала критику со стороны властей Приднестровья и их сторонников. Так, в марте 2007 года за события, связанные с организацией в Тирасполе митинга протеста против роста цен и тарифов, против нищеты и бесправия простых людей, Олег Хоржан был арестован и заключён под стражу. Затем было сфабриковано очередное уголовное дело, в результате которого он был приговорён к 1,5 годам ограничения свободы.
В 2006 году организовал и возглавил работу в Тирасполе общественных приёмных руководителя депутатской фракции КПРФ в Государственной Думе России Геннадия Зюганова и руководителя депутатской фракции КПУ в Верховной Раде Украины Петра Симоненко.

### 2010-е годы
В декабре 2010 года на парламентских выборах Олег Хоржан был впервые избран депутатом Верховного совета Приднестровской Молдавской Республики. В Парламенте состоял в Комитете по образованию, науке и культуре.
Хоржан известен на постсоветском пространстве как активный сторонник независимости Приднестровской Молдавской Республики, последовательный борец за возрождение единого Союзного государства. Он встречался со многими известными оппозиционными политиками России и Украины. Среди его друзей — депутаты Государственной думы, Верховной Рады Украины, парламентарии многих стран мира.
В декабре 2011 года Хоржан принял участие в Президентских выборах ПМР. Выдвигался как независимый кандидат, поддержан Компартией. По итогам выборов занял 4-е место с результатом 5,09 %.
В ноябре 2015 года Олег Хоржан принял участие в парламентских выборах ПМР. По итогам выборов избран депутатом Верховного Совета, заняв первое место в округе № 40, с результатом 43,62 % от проголосовавших.
Как один из основных сторонников укрепления отношений с Российской Федерацией, был избран сопредседателем депутатского объединения «За единство с Россией», объединившего более 600 депутатов Приднестровской Молдавской Республики всех уровней. Последовательно выступал за укрепление государственной власти ПМР, отделения бизнеса от власти, сохранение российских войск на территории ПМР.
В декабре 2016 года Олег Хоржан принял участие в Президентских выборах ПМР. Выдвигался как кандидат от ПКП. По итогам выборов занял 3-е место с результатом 3,17 %.
Во второй половине января 2019 года Верховный совет Приднестровья досрочно прекратил полномочия Олега Хоржана в связи со вступлением в силу приговора суда, по которому его приговорили к четырём с половиной годам тюрьмы за «применение насилия в отношении представителя власти». Принятое постановление вступило в силу 24 января.

### Арест и тюремное заключение
2 июня 2018 года Олег Хоржан организовал публичную встречу с избирателями в Тирасполе. Ряд участников были задержаны сотрудниками органов внутренних дел. Вечером того же дня Олег Хоржан попытался попасть в Тираспольское ГУВД для встречи с задержанными. Сотрудники ГУВД блокировали его в здании, была применена физическая сила. Позднее Олегом Хоржаном было написано заявление в милицию по поводу применения к нему физической силы и нарушения его прав депутата. В свою очередь, по представлению прокурора ПМР Анатолия Гурецкого, Верховный совет республики 6 июня 2018 года снял депутатскую неприкосновенность с Олега Хоржана. В зале парламента Хоржан был арестован до решения суда.
В августе 2018 года Верховный Суд Приднестровской Молдавской Республики приговорил Хоржана к 4,5 годам лишения свободы в колонии общего режима по обвинению в применении насилия и оскорблении в отношении представителя власти.
С момента ареста в поддержку Олега Хоржана регулярно выступают общественные и политические деятели стран СНГ. В июне 2018 года с заявлениями о незаконном удержании под стражей Хоржана выступили руководители компартий России, Азербайджана, Армении, Белоруссии, Грузии, Литвы, ЛНР, ДНР, Южной Осетии, Украины. В октябре 2018 года с протестом против безосновательного ареста выступили члены общественной организации «РУСО» (Российские ученые социалистической ориентации). В ноябре 2018 года президент Молдавии Игорь Додон выразил своё негативное отношение к аресту, призвав отреагировать молдавскую прокуратуру. В феврале 2020 года депутаты Государственной думы России Дмитрий Новиков, Николай Коломейцев, Юрий Афонин выступили с заявлением перед журналистами, выразив обеспокоенность состоянием здоровья Олега Хоржана и требованием его освобождения.
Отбывал наказание в УИН № 1 в селе Глиное Григориопольского района. В связи с давлением провёл в ШИЗО более 30 суток, объявлял голодовку протестуя против нарушения прав человека.
6 декабря 2022 года вышел на свободу.
В понедельник, 17 июля 2023 года, примерно в 11:30 в милицию поступило сообщение о том, что по месту жительства — в частном доме в Суклее, обнаружен труп Хоржан Олега Олеговича с признаками насильственной смерти.

## Семья
- Дети — Евгений (1997 г.р) и Артём, Мария и Варвара.
- Внучка — Ева[25][26].

Старший сын Евгений живёт в Москве из-за открытого на него уголовного дела в Приднестровье.

## Награды
- Почётная грамота парламента Южной Осетии — за большой личный вклад в укрепление и развитие межгосударственных связей между Приднестровской Молдавской Республикой и Республикой Южная Осетия.
- Орден ЦК КПРФ «Партийная доблесть» — за активное участие в патриотическом движении России, за вклад в дело восстановления Союзного государства (ЦК КПРФ)[27].
- Медаль «За трудовую доблесть» (2014)[28].